# III Łódzki Batalion Etapowy
III Łódzki batalion etapowy – oddział wojsk wartowniczych i etapowych w okresie II Rzeczypospolitej pełniący między innymi służbę ochronną na granicy polsko-sowieckiej.

## Formowanie i zmiany organizacyjne
Formowanie pododdziałów etapowych rozpoczęto na przełomie 1918-1919.
W myśl rozkazu Naczelnego Dowództwa WP L24550/IV, rozkazem oficerskim nr 1 z 19 sierpnia 1919, z wszystkich formacji etapowych podległych DOE „Lwów“, sformowano 6 batalionów etapowych. 2 batalion etapowy (III Łódzki be) uzupełniono z kadry wartowniczej przy batalionie zapasowym 26 pułku piechoty. W jego skład weszły wszystkie formacje etapowe w powiatach: Brzeżany, Zborów i Podhajce. Były to kompanie etapowe:4.,1.,6.,9.,16.,21.,50.,52. Z nich utworzono etatowe 4 kompanie etapowe batalionu. Dowódcą batalionu został por. Andrzej Błażejowski, a mp dowództwa batalionu stał się Zborów.
Otrzymał on nazwę okręgu generalnego, w którym powstał i kolejny numer porządkowy oznaczany cyfrą rzymską.
W myśl rozkazu NDWP nr 2900/IV z 30 stycznia 1920 II batalion etapowy stacjonujący w Brzeżanach otrzymał nazwę III Łódzki batalion etapowy.
Do batalionu wcielono żołnierzy starszych wiekiem i o słabszej kondycji fizycznej. Oficerowie i podoficerowie nie mieli większego doświadczenia bojowego. Batalion nie posiadał broni ciężkiej, a broń indywidualną żołnierzy stanowiły stare karabiny różnych wzorów z niewielką ilością amunicji. 
10 września batalion przebywał na koncentracji wojsk etapowych 6 Armii w Winnikach. Liczył wtedy w stanie żywionych 4 oficerów oraz 199 podoficerów i szeregowców, w stanie bojowym zaś 5 (?) oficerów oraz 135 podoficerów i szeregowców.
W lutym 1921 bataliony etapowe przejęły ochronę granicy polsko-rosyjskiej. Początkowo pełniły ją na linii kordonowej, a w maju zostały przesunięte bezpośrednio na linię graniczną z zadaniem zamknięcia wszystkich dróg, przejść i mostów.  
W 1921 bataliony etapowe ochraniające granicę przekształcono w bataliony celne.

## Kadra batalionu
Dowódcy batalionu
- por Andrzej Błażejowski[8]
- ppłk Filip Kapelsiewicz (do X 1920[9])
- kpt. Eustachy Konowaluk[10]